# Bogumiła Matusiak
|  | Artikel eintragen | Dieser Artikel wurde aufgrund von inhaltlichen Mängeln in der Qualitätssicherung des Portals Radsport eingetragen. Dies geschieht, um die Qualität der Artikel aus dem Themengebiet Radsport auf ein akzeptables Niveau zu bringen. Bitte hilf mit, die inhaltlichen Mängel dieses Artikels zu beseitigen, und beteilige dich bitte an der Diskussion! |  |

Bogumiła Matusiak (* 24. Januar 1971 in Pabianice) ist eine ehemalige polnische Radrennfahrerin.
Sechsmal wurde Bogumiła Matusiak polnische Meisterin, 2001 und 2004 im Straßenrennen und 2001, 2004, 2005 und 2008 im Einzelzeitfahren. 2002 gewann sie die Tour de Feminin – Krásná Lípa und wurde insgesamt fünfmal Zweite. 2005 und 2006 siegte sie bei der  Eko Tour Dookola Polski.
2004 startete Matusiak bei den Olympischen Spielen in Athen und belegte im Straßenrennen den 42. Rang.